# Qiu Fazu
Qiu Fazu, chinesisch 裘法祖, Pinyin Qiú Fǎzǔ (* 6. Dezember 1914 in Hangzhou, Zhejiang; † 14. Juni 2008 in Wuhan, Hubei) war ein chinesischer Chirurg und Retter jüdischer Häftlinge. In der Volksrepublik China gilt er als „Vater der chinesischen Chirurgie“.

## Leben
Wegen des frühen Todes seiner Mutter, die in China wegen unzureichender medizinischer Hilfe im Jahr 1933 an einer Blinddarmentzündung gestorben war, wollte Qiu unbedingt Medizin studieren. Zunächst machte er seinen Abschluss an der „Deutschen Medizinschule“ in Shanghai, dem Vorgänger der heutigen Tongji-Universität. Dann ging er 1936 als Humboldt-Stipendiat an die Ludwig-Maximilians-Universität München. Dort bestand er im November 1939 alle Prüfungen mit Auszeichnung, wurde 1940 bei dem Pathologen Max Borst zum Dr. med. promoviert und erhielt seine Approbation. Fortan durfte er in Deutschland als Arzt tätig sein.
Im September 1944 wurde Qiu Oberarzt. Am 30. April und 1. Mai 1945 kamen Tausende KZ-Häftlinge auf ihrem Todesmarsch aus dem KZ Dachau durch Bad Tölz. Qiu leitete dort als 31-jähriger Chefarzt den zum Behelfskrankenhaus umgenutzten „Jodquellenhof“. Während dieser Tage wurde er von der Münchener Schwesternschülerin Loni zu einer Gruppe von etwa 40 Häftlingen geführt, die von SS bewacht auf der Straße vor dem Krankenhaus stand. Qiu später: „Ein Elendshaufen, krank und schwach, sie konnten nicht mehr weitergehen und kauerten am Boden.“ Er habe seinen Mut zusammen genommen und den Soldaten befohlen: „Diese Gefangenen haben Typhus. Wir müssen sie mitnehmen.“ Er versteckte die KZ-Häftlinge bis zum Kriegsende im Keller des Krankenhauses und pflegte sie gesund. Seine deutschen Kollegen halfen ihm dabei ebenso wie Schwesternschülerin Loni König, die aus Bad Tölz stammte und die Qiu nach Kriegsende 1945 heiratete.
Im Jahr 1946 kehrte Qiu mit seiner deutschen Frau, die sich später Qiu Luoyi nennen ließ und 1958 die chinesische Staatsbürgerschaft annahm, nach Shanghai zurück. Dort arbeitete er als Konsiliarius (Berater) für Chirurgie im Gesundheitsministerium und Leiter der chirurgischen Abteilung der zweiten militärmedizinischen Universität. 1951 war er als Chirurg im Koreakrieg und 1952 wurde er Professor für Chirurgie an der Tongji-Universität, die damals noch in Shanghai war, und nach deren Umzug nach Wuhan war er gleichzeitig dort und in Shanghai Professor. Während Mao Zedongs Kulturrevolution (1966–1976) wurde er u. a. zum Reinigen von Toiletten eingesetzt. Während dieser Zeit fand er in seiner Ehefrau große Unterstützung. Diese musste sich allerdings selbst während der Kulturrevolution verstecken. Später unterrichtete sie Deutsch.
Nach der „Revolution“ wurde Qiu im Jahr 1978 Vize-Präsident der Tongji Medical University in Wuhan, die inzwischen vollständig aus der Tongji-Universität in Shanghai nach Wuhan verlagert worden war und heute eine Abteilung der dortigen Universität für Wissenschaft und Technik Zentralchina ist. Zusätzlich wurde er Leiter des Organ-Transplantations-Forschungsinstituts. 1981 wurde er der Rektor seiner Universität und ab 1984 bis zu seinem Tod war er deren Ehrenrektor.
Qiu war einer der angesehensten Chirurgen Chinas, Pionier der chinesischen Abdominalchirurgie und Organ-Transplantation, der dort die ersten Lebertransplantationen durchführte. Außer über Organtransplantation veröffentlichte er über onkologische Chirurgie und Chirurgie des Bluthochdrucks (Portale Hypertension) sowie Komplikationen aus Infektionskrankheiten wie Bilharziose und Tuberkulose. Er verfasste ein noch heute gültiges und vielfach aufgelegtes Standardlehrbuch der Chirurgie und war Mitglied der Chinesischen Akademie der Wissenschaften. Von 1975 bis 1993 war er zudem als Mitglied der Kommunistischen Partei Chinas Deputierter des 4. bis 7. Nationalen Volkskongresses. Er war Vorsitzender der Gesellschaft für Chirurgie der Provinz Hubei und zeitweise von Gesamt-China.
Er war 1984 in Wuhan Gründungsmitglied der Chinesisch-Deutschen Gesellschaft für Medizin (CDGM).
Qiu starb mit 94 Jahren und wurde am 14. Juni 2008 in Wuhan beigesetzt. Mit seiner Frau erhielt er die Paulun-Medaille der CDGM.

## Auszeichnungen
- 1982: Ehrendoktorwürde der Fakultät für Klinische Medizin I der Ruprecht-Karls-Universität Heidelberg, mit der Qiu 1985 einen Partnerschaftsvertrag zwischen der Medizinischen Hochschule Wuhan und der Medizinischen Fakultät Heidelberg zum Austausch von Wissenschaftlern und Studenten abgeschlossen hat.
- 1985: Großes Bundesverdienstkreuz der Bundesrepublik Deutschland[1]
- 2007: Ehrenmitgliedschaft der Deutschen Gesellschaft für Viszeralchirurgie (DGVC) für die Rettung jüdischer Häftlinge